# Tezcan Ozan
Tezcan Ozan (* 1. Januar 1949) ist ein ehemaliger türkischer Fußballspieler. Durch Tätigkeiten für Bursaspor und Beşiktaş Istanbul wird er mit diesen Vereinen assoziiert. Mit seinem Sturmpartner Sinan Alayoğlu bildete er in den Jahren 1974 bis 1976 ein erfolgreiches Sturmduo bei Beşiktaş.

## Spielerkarriere

### Verein
Ozan begann seine Profifußballspielerkarriere 1972 beim Erstligisten Bursaspor. In seiner ersten Saison bei diesem Verein, der Saison 1972/73, wurde er von seinem Trainer Tomislav Kaloperović in der Ligapartie vom 24. September 1972 eingewechselt und gab damit in dieser Derbybegegnung gegen Eskişehirspor sein Profidebüt. Nach dieser Begegnung kam er noch einige Male als Einwechselspieler zum Einsatz, ehe im Februar 1973 Metin Oktay Kaloperović als Trainer ablöste. Oktay war bis zu diesem Trainerwechsel als Kaloperović' Co-Trainer tätig und arbeitete für Bursaspor auch als Nachwuchstrainer. Unter Oktay, der dafür bekannt war, junge Spieler zu fördern, erkämpfte sich Ozan schnell einen Stammplatz. Durch seine Leistungen in seiner ersten Profisaison stieg Ozan auch zum Türkischen U-21-Nationalspieler auf. In die neue Saison startete Bursaspor mit Oktay als Trainer. Dieser, der mehrmals Torschutzkönig der türkischen Liga wurde, setzte Ozan durchgängig ein und schulte im Training nebenbei Ozan bzgl. Schusstechnik und Positionsspiel. Obwohl Oktay bereits nach dem 10. Spieltag den Verein verließ, avancierte Ozan zu einem der Shootingstars der Liga. So wurde er mit 13 Toren der mit Abstand erfolgreichste Torschütze seiner Mannschaft. Fünf dieser Tore erzielte er dabei im Türkischen Fußballpokal. Mit diesen fünf Toren erzielte er auch alle Tore seines Teams in dieser Pokalsaison und hatte damit großen Anteil daran, dass sein Verein das Pokalfinale erreichte. Im Pokalfinale, welches damals mit Hin- und Rückspiel durchgeführt wurde, traf man auf Fenerbahçe Istanbul. Das erste Spiel gewann Bursaspor mit 1:0 zuhause, während Ozan das Tor erzielte. Im Rückspiel unterlag Bursaspor Fenerbahçe und verpasste den ersten Pokalsieg der Vereinsgeschichte. Da Fenerbahçe in dieser Saison türkischen Meister wurde und so sich für die Europapokal der Landesmeister qualifizierte, nahm Bursaspor als Pokalfinalist am Europapokal der Pokalsieger teil. Durch diese erfolgreiche Saison wurde Ozan zu den gefragtesten Spielern der Sommertransferperiode 1974.
Schließlich wechselte Ozan zur Saison 1974/75 zum Istanbuler Verein Beşiktaş. Obwohl Beşiktaş sich mit Ozan schnell für einen Wechsel einig war, zogen sich die Transferverhandlungen mit Bursaspor über nahezu zwei Wochen hin. Bursaspor forderte eine Ablösesumme von 500.000 Türkische Lira, die Beşiktaş zunächst nicht zahlen wollte. Am Ende willigte Beşiktaş ein und verpflichtete Ozan. Ozan unterschrieb einen Zweijahresvertrag, in dem er selbst 200.000 Lira erhalten sollte. Nach dem Wechsel nahm Ozan mit seiner Mannschaft am vorsaisonlichen TSYD-Turnier teil und gewann dieses Turnier mit seinem Team. Ozan selbst steuerte zu diesem Erfolg zwei Tore bei. Bei seinem neuen Verein gelang ihm auf Anhieb der Sprung in die Stammelf. In seiner ersten Saison erzielte er jeweils acht Tore in der Liga und im Türkischen Fußballpokal und war damit in beiden Wettbewerben der mit Abstand erfolgreichste Torschütze seines Teams. Während seine Mannschaft in der Liga die Saison auf dem eher enttäuschenden 5. Platz beendete, gewann der Verein das erste Mal in seiner Vereinsgeschichte den Türkischen Fußballpokal. In seiner zweiten Saison für Beşiktaş zeigte Ozan eine ähnlich erfreuliche Leistung und wurde erneut der beste Torschütze seiner Mannschaft. Von der Fachpresse wurde besonders sein gutes Zusammenspiel mit seinem Sturmpartner Sinan Alayoğlu hervorgehoben. Seine Mannschaft hingegen erlebte eine durchwachsene Spielzeit. In die Saison startete man mit dem Deutschen Trainer Horst Buhtz. Dieser wurde nach fünf Spieltagen entlassen und durch Gündüz Tekin Onay ersetzt. Mit diesem Trainer erlebte Ozan einige Probleme. So wurde er aus dem Mannschaftskader suspendiert und wenig später wieder aufgenommen. Die Saison beendete der Verein auf dem 11. Tabellenplatz und erreichte damit eines der schlechtesten Platzierungen der Vereinsgeschichte. Nach dieser erfolglosen Saison entschied die Vereinsführung, mit Onay weiterzuarbeiten und nach dessen Wünschen eine Revision im Mannschaftskader durchzuführen. So verpflichte man für die Spielzeit 1976/77 von dem Ligakonkurrenten Adanaspor, jenen Verein, den Onay zuvor trainiert hatte, das Stürmerduo Reşit Kaynak und Mehmet Akpınar. Zudem kam von Zonguldakspor der Stürmer Şaban Kartal. Diese drei Spieler verdrängten auf Anhieb Tezcan aus der Stammelf und erzielten gemeinsam 40 Tore, während Ozan nur einen Treffer erzielen konnte. Ozan wurde im Saisonverlauf mehrere Male von Onay wegen Disziplinlosigkeit vom Kader suspendiert. Onay ließ Ozan zwar immer wieder spielen, jedoch konnte Ozan in diesen Einsätzen nicht überzeugen. Nachdem Onay nach dem 18. Spieltag durch İsmet Arıkan ersetzt wurde, ließ dieser Ozan in der Begegnung des 19. Spieltags gegen Orduspor von Anfang an spielen. In dieser Partie brach sich Ozan nach einem Zusammenprall mit dem Gegenspieler Orhan Kırıkçılar den rechten Fuß und fiel den Rest der Spielzeit aus.
Im Sommer 1977 verlängerte Ozan seinen Vertrag mit Beşiktaş. Trotz dieser Vertragsverlängerung wurde Ozan für die kommende Saison an den Ligakonkurrenten Orduspor ausgeliehen. Hier hatte İsmet Arıkan das Traineramt übernommen und als eine seiner ersten Amtshandlungen Ozan zu seinem neuen Verein geholt. Bei Orduspor spielte Ozan ein Jahr lang und absolvierte während dieser Zeit nur acht Ligaspiele, in denen er nicht überzeugen konnte. Im Sommer 1978 kehrte er zu Beşiktaş zurück und wurde zur kommenden Saison gegen eine Ablösesumme von 15.000 Lira an den Drittligisten Karagümrük SK abgegeben. Hier hatte sich eine zahlungskräftiger Mäzen gefunden, der den ehemaligen Traditionsverein wieder zu altem Ruhm verhelfen wollte. Bereits nach einer Saison stellte Karagümrük Ozan zum Verkauf aus. Ozan verhandelte daraufhin mit Fenerbahçe Istanbul. Schließlich kam dieser Wechsel nicht zustande, weshalb Ozan ein weiteres Jahr bei Karagümrük spielte. Mit Karagümrük erreichte Ozan in der Spielzeit Saison 1979/80 durch die Vizemeisterschaft den Aufstieg in die 2. Futbol Ligi.

### Nationalmannschaft
Ein Jahr nach seiner Aufnahme in die Profimannschaft von Bursaspor spielte Ozan im Juni 1973 das erste Mal für türkische U-21-Nationalmannschaft. Etwa ein Jahr nach diesem Einsatz absolvierte er sein zweites und letztes Spiel für die türkische U-21. Im November 1974 wurde er auch für die türkische Nationalmannschaft nominiert und absolvierte im Testspiel gegen die österreichische Nationalmannschaft sein erstes und einziges Länderspiel.

## Erfolge
Mit Bursaspor
- Türkischer Pokalfinalist: 1973/74

Mit Beşiktaş Istanbul
- Türkischer Pokalsieger: 1974/75
- Premierminister-Pokalsieger: 1976/77
- TSYD-Pokalsieger: 1974/75

Mit Karagümrük SK
- Vizemeister der TFF 2. Lig und Aufstieg in die TFF 1. Lig: 1979/80